# Nazionale A di rugby a 15 dell'Italia
La nazionale A di rugby a 15 dell'Italia o più semplicemente Italia A, in passato nota come Italia B, è la seconda selezione italiana maschile di rugby a 15 sotto la giurisdizione della Federazione Italiana Rugby, inferiore alla nazionale maggiore per ordine gerarchico.
Nell'ottobre 2011 la nazionale A venne sostituita dall'Italia Emergenti (in inglese: Emerging Italy), selezione di giocatori, appunto, "emergenti", messisi in luce coi club durante la stagione sportiva e privi del cap internazionale; essa operò ininterrottamente fino a tutto il 2018. Attualmente, la Emergenti viene saltuariamente utilizzata per alcuni test contro altre selezioni di pari livello o nazionali Tier 3 in concomitanza con l'attività della nazionale A.
I giocatori selezionati vengono spesso testati al fine di un approdo in nazionale maggiore.

## Storia

### La nascita, dall'Italia B all'Italia A
La seconda squadra nazionale nacque nella prima metà degli anni 1960 sotto la denominazione di Italia "B", disputando la prima partita contro una selezione nazionale il 22 aprile 1962 a Poznań contro la Polonia, imponendosi per 22-5.
Tre anni più tardi, nel giugno del 1965 intraprese un tour nell'Europa dell'est con destinazione Cecoslovacchia e Polonia; furono disputati tre incontri fra la prima e la seconda settimana del mese di giugno, tutti e tre vinti dalla selezione azzurra: il 6 a Praga con la Cecoslovacchia B (14-5), il 10 a Rybnik con la squadra del Górnik (20-5) e il 13 a Bytom con la Polonia (12-6).
L'Italia B giocò perlopiù gare contro pari selezioni (p. es. Galles B, Scozia B), selezioni militari ed universitarie (p. es. Francia Militare, Nuova Zelanda Universitaria) e, a volte, nazionali dei Paesi in tournée in Europa in incontri preparatori di contorno (p. es. con l'Australia nel 1988, con il Canada nel 1994).
Negli anni novanta fu saltuariamente impiegata dalla FIR in alcune partite della fase a gironi dei Coppa FIRA al posto della nazionale maggiore, come durante le edizioni 1992-94 e 1995-97, quest'ultima vinta dall'Italia.
Con l'avvento del professionismo, nel 1995 la selezione assunse la denominazione di Italia "A", adeguandosi così alla tradizione delle federazioni britanniche, nome con il quale venivano indicate le seconde rappresentative nazionali costituite dai migliori giocatori del Paese che non trovavano spazio nelle nazionali maggiori.
Nell'estate 1997 il commissario tecnico azzurro Georges Coste portò una nazionale A in tour in Zimbabwe, con in programma cinque gare: tre contro selezioni provinciali e ad inviti e due test match contro la nazionale zimbabwese; l'Italia A vinse i tre incontri minori e si aggiudicò il secondo match contro lo Zimbabwe per 41-27.

Con l'ingresso dalla Federazione Italiana Rugby nel 6 Nazioni, dal 2000 al 2003 l'Italia A prese parte ad un torneo analogo per le selezioni "A" di ogni Paese. Dal 2004, con il ritiro della seconda squadra gallese a causa dei costi ingenti come principale motivazione, il torneo venne sospeso; nonostante ciò, la seconda squadra azzurra continuò ad affrontare le nazionali A di Francia, Inghilterra e Scozia nel periodo del torneo ufficiale fino al 2011. All'interno del 6 Nazioni "A" la squadra azzurra vinse soltanto due match: contro l'Inghilterra A a Napoli nel 2002 per 22-21 e contro la Scozia A a Perth nel 2003 (26-22).
Dal 2006 al 2013 prese parte annualmente alla Nations Cup, una competizione minore organizzata dall'International Rugby Board (oggi World Rugby) fra nazionali di secondo livello, Tier 2 quali Portogallo, Romania, Russia, Uruguay, e seconde squadre di nazioni di primo livello come Italia A ed Argentina Jaguares.
Nel 2011, prima che il torneo fosse soppresso, partecipò all'ultima edizione della Churchill Cup nel girone B con Canada e Russia, arrivando terza grazie alla vittoria contro la nazionale tongana nella finale per il Plate.

### L'Italia Emergenti
Nel 2012 la selezione denominata Italia Emergenti prese il posto dell'Italia A, esordendo il 18 marzo al Fattori dell'Aquila, contro la selezione inglese England Students ed imponendosi col punteggio di 67-10.
Oltre a sostituire l'Italia A in Nations Cup nel 2012 e 2013, dal 2014 al 2015 la squadra prese invece parte alla Tbilisi Cup, competizione analoga alla precedente, con le nazionali di Georgia, Spagna, Uruguay e le selezioni "A" Argentina XV ed Irlanda Emergenti; dopo la breve parentesi, dal 2016 al 2018 tornò a disputare annualmente la Nations Cup.
Nel novembre 2016 la Federazione Italiana Rugby e la Scottish Rugby Union raggiunsero un accordo per l'organizzazione dell'Italian-Scottish Challenge, una serie di sfide mirate ad accrescere l'esperienza a livello internazionale dei più interessanti prospetti delle due union. La sfida si articolò in due incontri, da disputarsi durante la finestra internazionale di novembre, vedendo protagonisti l'Italia Emergenti, selezione dei migliori giocatori del campionato italiano, in rappresentanza della FIR e l'Heriot's Rugby Club, squadra vincitrice del campionato scozzese, in rappresentanza della SRU. La Emergenti si impose in entrambi i match giocati a Biella ed Edimburgo coi rispettivi punteggi di 50-33 e 43-15. Nonostante l'intento di una più longeva collaborazione, la sfida venne disputata soltanto in quell'anno.

### Il ritorno della nazionale A
Dal 2019 al 2021 la selezione è rimasta inattiva, ma ad ottobre 2021 ha ripreso l'attività riadottando la precedente denominazione di Italia A.

## Statistiche delle competizioni
Dal 2000 al 2003 la seconda selezione azzurra partecipò al Sei Nazioni "A"; dal 2006 al 2018 ha preso parte annualmente a tornei e competizioni minori organizzate da World Rugby (già International Rugby Board).
| Competizione    | Edizione | Pos. | G | V | N | P | C.T. (All. 2ª)                                     |
| --------------- | -------- | ---- | - | - | - | - | -------------------------------------------------- |
| Sei Nazioni "A" | 2000     | –    | 5 | 0 | 0 | 5 | Stefano Romagnoli (Corrado Trame)                  |
| Sei Nazioni "A" | 2001     | –    | 5 | 0 | 0 | 5 | Stefano Romagnoli (Corrado Trame)                  |
| Sei Nazioni "A" | 2002     | –    | 5 | 1 | 0 | 4 | Stefano Romagnoli (Corrado Trame)                  |
| Sei Nazioni "A" | 2003     | –    | 4 | 1 | 0 | 3 |                                                    |
| Nations Cup     | 2006     | 2ª   | 3 | 1 | 1 | 1 | Franco Bernini (Stefano Bordon)                    |
| Nations Cup     | 2007     | 5ª   | 3 | 0 | 0 | 3 | Alessandro Ghini (Stefano Bordon)                  |
| Nations Cup     | 2008     | 4ª   | 3 | 1 | 0 | 2 | Gianluca Guidi                                     |
| Nations Cup     | 2009     | 2ª   | 3 | 2 | 0 | 1 | Gianluca Guidi (Giampiero De Carli)                |
| Nations Cup     | 2010     | 3ª   | 3 | 2 | 0 | 1 | Gianluca Guidi (Giampiero De Carli)                |
| Churchill Cup   | 2011     | 3ª   | 3 | 2 | 0 | 1 | Gianluca Guidi (Giampiero De Carli)                |
| Nations Cup     | 2012     | 3ª   | 3 | 2 | 0 | 1 | Gianluca Guidi (Stefano Romagnoli)                 |
| Nations Cup     | 2013     | 2ª   | 3 | 2 | 0 | 1 | Andrea Sgorlon (Roland de Marigny)                 |
| Tbilisi Cup     | 2014     | 3ª   | 3 | 1 | 0 | 2 | Andrea Cavinato (Marius Goosen)                    |
| Tbilisi Cup     | 2015     | 2ª   | 3 | 2 | 0 | 1 | Umberto Casellato (Víctor Jiménez)                 |
| Nations Cup     | 2016     | 4ª   | 3 | 1 | 0 | 2 | Carlo Orlandi (Mattia Dolcetto e Plinio Sciamanna) |
| Nations Cup     | 2017     | 6ª   | 3 | 0 | 0 | 3 | Carlo Orlandi (Gianluca Guidi e Andrea Moretti)    |
| Nations Cup     | 2018     | 3ª   | 3 | 1 | 0 | 2 | Pasquale Presutti                                  |